# Az átváltozás
Az átváltozás (Die Verwandlung) Franz Kafka egyik legismertebb novellája. 1912-ben keletkezett, azonban csak 1915-ben jelent meg. Az utazóügynökként dolgozó Gregor Samsa történetét és küzdelmeit meséli el, aki egy reggel arra ébred, hogy megmagyarázhatatlan módon egy szörnyű féreggé (németül ungeheueres Ungeziefer) változott át.
A mű számos különböző értelmezésnek ad teret, például vallási, pszichológiai és szociológiai szempontok szerint. A történetben Gregor átváltozása nem csupán az ő személyes küzdelmeit ábrázolja, hanem a családja átváltozását is, különös tekintettel húgára, Grete-re. A mű központi témája az emberi létezés és az egyéni sorsok összeütközése, ahol Gregor fokozatosan elveszíti emberi mivoltát, miközben családra egyre távolabb kerül tőle. Az elbeszélés végén Grete „felnőtté érése” a rá zúduló felelősségek következtében is értelmezhető egyfajta átváltozásként.
A mű nyomtatásban körülbelül 70 oldal, így Kafka életében megjelent leghosszabb olyan műve, amit az író teljesnek tekintett. Először a német Die Weißen Blätter havilapban jelent meg 1915 októberében, könyvként pedig először 1915 decemberében került kiadásra a Der jüngste Tag sorozat részeként, Kurt Wolff szerkesztésében.
Kafka a novella megjelenésekor elrendelte, hogy Gregor Samsáról ne készüljön illusztráció, azonban populáris kultúrában és a novella különböző adaptációban az átalakult Gregor Samsát gyakran csótányként ábrázolják. Az átváltozásról többek között film-, opera- és videojáték-adaptáció is készült.

## Cselekmény
|  | Alább a cselekmény részletei következnek! |

Gregor Samsa egyik reggel felébredve észrevette, hogy egy „szörnyű féreggé” változott át. Kezdetben átmenetinek tekinti az átváltozást, azonban hanyatt fekve képtelen elhagyni az ágyát. Gregor közben elmereng átváltozásának következményein, továbbá az utazóügynöki munkáján, amelyre jellemzőek olyan „örökké változó emberi kapcsolatok, amelyek soha meg nem állapodnak, soha szívélyessé nem válnak”. Munkáltatóját egy zsarnoknak látja, és gyorsan otthagyná állását, ha nem ő lenne családjának egyetlen kenyérkeresője, és nem kellene törlesztenie csődbe került apjának az adósságait.
Miközben próbál mozgolódni, Gregor észreveszi, hogy a cégvezető megjelent, hogy ellenőrizze őt, felháborodva Gregor igazolatlan távolléte miatt. Gregor megpróbál kommunikálni mind a vezetővel, mind a családjával, de az ajtó mögül csak érthetetlen hangokat hallanak. Gregor nagy nehézségek árán átvonszolja magát a padlón és kinyitja az ajtót. A cégvezető, amint meglátja az átváltozott Gregort, rémülten elmenekül a lakásból. Gregor családja megdöbben, és apja visszakergeti a szobájába. Gregor megsérül, amikor megpróbálja áterőltetni magát a számára már túl keskeny ajtón és az apja betuszkolja.
Gregor váratlan átváltozása következtében a család elveszíti pénzügyi stabilitását. Gregort bezárva tartják a szobájában, aki lassan elfogadja az új identitását és alkalmazkodik az új testéhez. Húga, Grete az egyetlen, aki hajlandó ételt vinni neki, és rájön, hogy Gregor csak a romlott ételt kedveli. Ideje nagy részét Gregor azzal tölti, hogy a padlón, a falakon és a mennyezeten mászkál. Amikor Grete felfedezi bátyja új időtöltését, úgy dönt, hogy eltávolítja a bútorokat a szobából, hogy több helye legyen. Az anyjával együtt elkezdik kiüríteni a szobát, kivéve a kanapét, amely alá Gregor mindig elbújik, ha valaki belép a szobába. Gregort mélyen nyugtalanítják a történtek, attól félve, hogy elfelejtheti korábbi emberi életét, és emiatt kétségbeesetten próbál megmenteni egy számára kedves képet a falon. Amikor anyja meglátja, hogy Gregor a képre mászott és rátapadt, elájul. Grete kiszalad a szobából „valami eszenciáért”, azonban ijedtségében elejt egy orvossággal teli üveget, amely összetörik, és egy szilánk megsebzi Gregor arcát. Amikor apja hazatér, dühösen almákat hajít Gregorra, és az egyik alma érzékeny ponton találja el a hátán, komoly sérülést okozva.
Gregor szenved a sérüléseitől és nagyon keveset eszik. Közben apja, anyja és húga is munkát vállalnak és egyre inkább elhanyagolják Gregort, szobáját pedig tárolóegységként kezdik használni. Egy ideig esténként nyitva hagyják a szobaajtót, hogy Gregor hallhassa, ahogy beszélgetnek, de ez egyre ritkábban fordul elő, miután három férfinak kiadják a lakás egyik szobáját, akik nem tudnak Gregor létezéséről. Egy nap a bejárónő véletlenül nem csukja be teljesen az ajtót. Grete hegedűjátéka a nappaliba vonzza Gregort és kimászik a szobájából, azonban mindez a bérlők szeme láttára történik, akik utána felháborodottan panaszkodnak a lakás higéniai állapotára, majd közlik, hogy elköltöznek, nem fizetnek az eddigi tartózkodásért, és akár jogi lépéseket is tehetnek.
Grete, aki belefáradt Gregor gondozásába, felismeri, hogy Gregor létezése mindannyiukra terhet ró, és kijelenti szüleinek, hogy meg kell szabadulniuk tőle, különben mindannyian tönkremennek. Gregor, megértve, hogy már nem kívánatos, nagy nehézségek árán visszavánszorog a szobájába, és napkelte előtt éhen hal. Holttestét a bejárónő fedezi fel, aki értesíti a családot, majd eltakarítja a tetemet. A család többi tagja megkönnyebbülten és derűlátóan úgy döntenek, hogy aznap szabadnapot vesznek ki, villamossal a városon kívülre utaznak, és elhatározzák, hogy kisebb lakásba költöznek, hogy pénzt takarítsanak meg. A rövid utazás alatt Samsa úr és Samsáné észreveszik, hogy bár a nehézségek némi sápadtságot hoztak az arcára, Grete csinos fiatal hölggyé érett, és azon kezdenek el gondolkozni, hogy férjet találjanak neki.
|  | Itt a vége a cselekmény részletezésének! |

## Szereplők

### Gregor Samsa
Az átváltozás főszereplője Gregor Samsa, aki utazóügynökként dolgozik, hogy eltartsa húgát és szüleit. Egy napon arra ébred, hogy egy féreggé alakul át, melynek következtében munkaképtelenné válik és idejének nagy részét a szobájában tölti magányosan. Gregort Kafka olyannak ábrázolja, aki el van szigetelődve a társadalomtól, gyakran nem érti meg mások szándékait, miközben őt is félreérti a külvilág.

### Grete Samsa
Grete Gregor húga, aki az átváltozása után a gondozója lesz. Kezdetben szoros kapcsolatban állnak egymással, azonban ez a történet során elhalványul. Először önként ad neki ételt és takarítja a szobáját, azonban egyre türelmetlenné válik, és bosszúból rendezetlenül hagyja a szobáját. A kezdeti lelkesedése annak tudható be, hogy hasznossá akart válni a család számára, azonban egyre nyilvánvalóbbá válik, hogy Grete undorodik Gregor új alakjától. Grete hegedül és álma, hogy konzervatóriumban tanuljon. Ezt az álmot Gregor valóra akarta váltani, amit tervei szerint karácsonykor jelentett volna be. Grete volt végül az első, aki azt javasolta a családnak, hogy szabaduljanak meg Gregortól.

### Samsa úr
Samsa úr Gregor és Grete édesapja, aki fiára átváltozása előtt is elsősorban bevételi forrásként tekintett, átváltozása után pedig az addiginál is nagyobb szigorral viszonyul hozzá. A mű során gyakran érezhető rajta undor és valószínűleg még félelem is Gregorral szemben, többször meg is támadja. Elemzések szerint ezt az apa-fia kapcsolatot Kafka a saját apjával való kapcsolatáról modellezte.

### Samsáné
Samsáné Gregor és Grete édesanyja. A műben alárendelt feleségként van ábrázolva, aki asztmában szenved. Ez a betegség Gregor számára folyamatos aggodalom forrása. Az átváltozást követően Samsáné megdöbben Gregor átváltozásán, de mégis be szeretne menni a szobájába. A látottak végül sokkolták, mely belső konfliktust idézett elő benne, ugyanis az anyai ösztönei és a Gregor új alakjával szembeni félelme kavargott benne.

### A bejárónő
A bejárónő egy idős özvegyasszony, akit azután vett fel dolgozni a Samsa család, miután az előző szobalány felhagyott a munkával Gregor átváltozása után. Grete és Samsa úr mellett a bejárónő az egyetlen személy, aki szoros kapcsolatban van Gregorral. Nem fél tőle, nem kérdőjelezi meg az állapotát, csupán elfogadja azt a létezésének részeként.

## Értelmezése
Kafka sok más művéhez hasonlóan Az átváltozást is gyakran vallási vagy pszichológiai értelemben vizsgálják. Különösen elterjedt az a nézet, amely szerint a mű Kafka apakomplexusának kifejezése, ezt az értelmezést elsőként Charles Neider írta le a The Frozen Sea: A Study of Franz Kafka című 1948-as művében. A pszichológiai közelítés mellett a szociológiai értelmezések is nagy népszerűségre tettek szert, amelyek a Samsa családot az általános társadalmi viszonyok ábrázolásaként látják.
Vladimir Nabokov ezeket az értelmezéseket elutasította, azzal érvelve, hogy ezek nem érnek fel Kafka művészetéhez. Ehelyett az aprólékos művészeti részletekre összpontosított értelmezésében, kizárva minden szimbolikus vagy allegorikus jelentést. A népszerű apakomplexus-elmélettel szemben úgy gondolta, hogy a a történet legkegyetlenebb szereplőjének Grete számít, mivel ő szúrta hátba Gregort. Nabokov szerint a mű központi témája az író létezésért folytatott küzdelme egy szűk látókörű emberekkel teli társadalomban, amely lépésről lépésre megsemmisíti őt. Kafka stílusát a következőképp kommentálta: „Stílusának átláthatósága még inkább kiemeli fantáziavilágának sötét gazdagságát. Az ellentét és az egység, a stílus és a megjelenített tartalom, az ábrázolás és a mese tökéletesen összefonódik”.
1989-ben Nina Pelikan Straus feminista nézőpontból közelítette meg a művet: szerinte a történet nem csupán Gregor, hanem a családja, különösen Grete átalakulásáról is szól. Straus szerint a szöveg társadalmi és pszichoanalitikus jelentésrétegei Grete nőként, lányként és testvérként betöltött szerepétől függnek, és a korábbi értelmezések nem ismerték fel Grete központi szerepét a cselekményben.

## Fordítás
Ez a szócikk részben vagy egészben  a   The Metamorphosis című angol Wikipédia-szócikk fordításán alapul.  Az eredeti cikk szerkesztőit annak laptörténete sorolja fel. Ez a jelzés csupán a megfogalmazás eredetét és a szerzői jogokat jelzi, nem szolgál a cikkben szereplő információk forrásmegjelöléseként.